# Tvärbandad mullvadssalamander
Tvärbandad mullvadssalamander  (Ambystoma annulatum) är ett stjärtgroddjur i familjen Ambystomatidae som finns i ett begränsat område i USA.

## Utseende
Salamandern är svartbrun med ljusa, kontrasterande tvärband i gult eller beige på ryggen, medan buken år gråvit. Kroppen är rundad men slank med ett litet, avlångt huvud. Längden ligger vanligtvis mellan 14 och 18 cm; största uppmätta längd är 25,5 cm. Larverna är olivgröna till svarta på ryggsidan, gråvita på buken, med ett brett, opigmenterat band på varje sida.

## Utbredning
Den tvärbandade mullvadssalamandern finns i Ozark- och Ouachitabergen på gränsområdet till Missouri, Oklahoma och Arkansas i USA.

## Vanor
Arten lever i fuktiga lövskogar i närheten av grunda vattensamlingar den kan använda för lek. Den håller sig vanligtvis dold i förnan, under stenar och trädstammar eller nergrävda under jord. Den lever på olika ryggradslösa djur, som insekter, daggmaskar och snäckor. Larverna lever främst av små kräftdjur och mygglarver; större larver kan också ta skinnbaggar, snäckor och sländlarver. Kannibalism förekommer bland larverna.

### Fortplantning
Den tvärbandade mullvadssalamandern leker i stillastående, grunda vattensamlingar som är fria från fisk. Leken sker under hösten, och vanligen under kyliga, regniga nätter. Salamandrarna samlas vid parningsvattnen i stort antal, och hanarna börjar uppvakta honorna genom nafsanden, varpå de avsätter spermatoforer som honorna tar upp. Varje hona lägger omkring 200 till 300 ägg per säsong, som kläcks efter 2 till 3 veckor. Larverna övervintrar i vatten, och förvandlas vanligen efter 6 till 8,5 månader. De blir könsmogna efter 2 till 3 år.

## Status
Den tvärbandade mullvadssalamandern betraktas som livskraftig ("LC"), och populationen är i allmänhet stabil. Den hotas dock lokalt av utdikningar, skogsavverkning och andra habitatförluter, samt inplantering av ädelfisk.